# اچ‌ام‌اس رامیلیس (۰۷)
اچ‌ام‌اس رامیلیس (۰۷) (به انگلیسی: HMS Ramillies (07)) یک کشتی بود که طول آن ۶۲۴ فوت (۱۹۰٫۲ متر) بود. این کشتی در سال ۱۹۱۶ ساخته شد.